# کرم پهن گل گوشواره
کرم پهن گل گوشواره (نام علمی: Pseudobiceros ferrugineus) نام یک گونه از راسته پرشاخه‌داران است.
بخش فوقانی این کرم به گل گوشواره شباهت دارد.